# 시빌 액션
《시빌 액션》(영어: A Civil Action)은 미국에서 제작된 스티븐 제일리언 감독의 1998년 법률 드라마 영화이다. 존 트러볼타 등이 출연하였고, 레이철 페퍼 등이 제작에 참여하였다.
1999년 제71회 아카데미상에서 남우 조연상(로버트 듀발)과 촬영상(콘래드 L. 홀) 후보에 올랐다.

## 줄거리
매사추세츠주 우번에서 무두질 공정을 하는 기업들의 태만으로 지하수가 트라이클로로에틸렌에 오염되어 소아 백혈병 환자가 속출한다. 주민들은 보스턴에서 활동하는 신체 상해 전문 변호사에게 집단 소송을 의뢰한다.

## 출연진
- 존 트러볼타 - 잰 슐릭트먼 역
- 로버트 듀발 - 제리 패처 역
- 윌리엄 H. 메이시 - 제임스 고든 역
- 토니 셜루브 - 케빈 콘웨이 역
- 캐슬린 퀸런 - 앤 앤더슨 역
- 젤코 이바넥 - 빌 크라울리 역
- 브루스 노리스 - 윌리엄 치즈먼 역
- 피터 제이컵슨 - 닐 제이컵스 역
- 존 리스고 - 월터 J. 스키너 판사 역
- 댄 허데이야 - 존 라일리 역
- 제임스 갠돌피니 - 앨 러브 역
- 스티븐 프라이 - 조지 F. 핀더 박사 역
- 시드니 폴랙 - 앨 유스티스 역
- 데이비드 손턴 - 리처드 아피에로 역
- 제이 패터슨 - 지질학자 역
- 대니얼 본바건 - 그레인저 씨 역
- 폴 벤빅터 - 보비 패스커리엘라 역
- 메리 마라 - 캐시 보이어 역
- 캐시 베이츠 - 판사 역 (크레디트 미기재)

## 기타 제작진
- 협력 제작: 헨리 J. 골러스, 데이비드 맥기퍼트
- 배역: 에이비 코프먼
- 미술: 데이비드 그로프먼
- 의상: 셰이 컨리프

## 우리말 녹음
MBC 성우진 (2006년 1월 14일)
- 이규화 - 잰 (존 트러볼타)
- 황일청 - 패처 (로버트 듀발)
- 권혁수 - 고든 (윌리엄 H. 메이시)
- 변종필 - 콘웨이 (토니 셜루브)
- 양희문 - 핀더 (스티븐 프라이)
- 김태훈 - 스키너 (존 리스고)
- 박영화 - 라일리 (댄 허데이야)
- 이윤연 - 유스티스 (시드니 폴랙)
- 이상훈 - 치즈먼 (브루스 노리스)
- 윤성혜 - 앤 (캐슬린 퀸런)
- 방성준 - 러브 (제임스 갠돌피니)
- 문남숙 - 캐시 (메리 마라)
- 김민성 - 크라울리 (젤코 이바넥)
- 노계현 - 아피에로 (데이비드 손턴)
- 이원찬 - 보비 (폴 벤빅터)
- 한수림
- 류승곤
- 유상우